# Albertville (Alabama)
Albertville ist eine City im Marshall County im US-Bundesstaat Alabama und gehört zur Huntsville-Decatur Combined Statistical Area. Der amtierende Bürgermeister ist Carl Pruett.
In Albertville ist die Mueller Company ansässig, die ein Hersteller von Hydranten ist und deswegen wird Albertville auch Fire Hydrant Capital of the World genannt. Die AHS Aggie Marching Band, die im November 2007 bereits zum vierten Mal an Macy’s Thanksgiving Day Parade in New York City teilnahm, ist ebenfalls in Albertville zuhause.

## Geographie
Albertville liegt etwa 90 km nordöstlich von Birmingham, Alabama und etwa 70 km von Huntsville am U.S. Highway 431, der in südöstlicher Richtung bis nach Columbus, Georgia führt; Albertville hat eine Gesamtfläche von 67,5 km², wovon 0,3 km² (= 0,38 %) auf Gewässer entfallen.
Albertville liegt wenige Kilometer südlich des etwa 28.000 Hektar großen und 121 Kilometer langen Guntersville Lake.

## Geschichte
Das Gebiet war früher von Cherokee Indianern bewohnt, bevor diese in den 1830er Jahren gewaltsam nach Oklahoma vertrieben wurden. Die Creek lebten in der Nähe des heutigen Stadtgebietes. Der spanische Entdecker Hernando de Soto soll während einer Expedition 1540 dort gewesen sein.
In den 1850ern siedelten sich Weiße dort an. Benannt wurde die Siedlung nach Thomas A. Albert, der aus Georgia kam und bis zu seinem Tode 1876 Stadtvorsteher sein. Während des Bürgerkrieges (1861–1865) kam es in der Gegend um Albertville immer wieder zu Kämpfen.
1910 hatte Albertville eine Bevölkerung von 1.544, 1950 von 5.397.
2010 richtete ein Zyklon großen Sachschaden an.
Zwei Bauwerke in Albertville sind im National Register of Historic Places  eingetragen (Stand 7. Dezember 2019), das Albertville Depot und das U.S. Post Office Albertville.

## Demographie
Zum Zeitpunkt des United States Census 2000 bewohnten Albertville 17.247 Personen. Die Bevölkerungsdichte betrug 256,6 Personen pro km². Es gab 7090 Wohneinheiten, durchschnittlich 105,5 pro km². Die Bevölkerung bestand zu 86,15 % aus Weißen, 2,05 % Schwarzen oder African American, 0,31 % Native American, 0,26 % Asian, 0,10 % Pacific Islanders. 9,78 % gaben an, anderen Rassen anzugehören und 1,35 % nannten zwei oder mehr Rassen. 16,08 % der Bevölkerung erklärten, Hispanos oder Latinos jeglicher Rasse zu sein.
Die Bewohner der Stadt verteilten sich auf 6566 Haushalte, von denen in 32,7 % Kinder unter 18 Jahren lebten. 54,0 % der Haushalte stellen Verheiratete, 11,9 % hatten einen weiblichen Haushaltsvorstand ohne Ehemann und 29,7 % bildeten keine Familien. 25,9 % der Haushalte bestanden aus Einzelpersonen und in 12,2 % aller Haushalte lebte jemand im Alter von 65 Jahren oder mehr alleine. Die durchschnittliche Haushaltsgröße betrug 2,59 und die durchschnittliche Familiengröße war 3,08 Personen.
Die Stadtbevölkerung verteilte sich auf 26,0 % Minderjährige, 10,1 % 18–24-Jährige, 28,7 % 25–44-Jährige, 20,7 % 45–64-Jährige und 14,5 % im Alter von 65 Jahren oder mehr. Das Durchschnittsalter betrug 34 Jahre. Auf jeweils 100 Frauen entfielen 93,1 Männer. Bei den über 18-Jährigen entfielen auf 100 Frauen 89,9 Männer.
Das mittlere Haushaltseinkommen betrug 31.893 US-Dollar und das mittlere Familieneinkommen erreichte die Höhe von 38.508 US-Dollar. Das Durchschnittseinkommen der Männer betrug 30.076 US-Dollar, gegenüber 30.275 US-Dollar bei den Frauen. Das Pro-Kopf-Einkommen in Albertville war 16.336 US-Dollar. 16,7 % der Bevölkerung und 14,1 % aller Familien hatten ein Einkommen unterhalb der Armutsgrenze, davon waren 21,8 % der Minderjährigen und 21,0 % der Altersgruppe 65 Jahre und mehr betroffen.